# Chư hầu nhà Chu
Chư hầu nhà Chu là những thuộc quốc, lãnh chúa phong kiến thời kỳ nhà Chu trong lịch sử Trung Quốc.

## Hình thành
Nhà Chu vốn là một chư hầu của nhà Thương, nhân Đế Tân nhà Thương tàn ác mất lòng người, Tây bá Cơ Phát đã tập hợp các chư hầu lật đổ nhà Thương để lập nhà Chu.
Để mở rộng và củng cố nền thống trị, quản lý hiệu quả những vùng đất rộng lớn đã chinh phục, nhà Chu thực hiện chế độ phân phong cho các anh em, công thần, con cháu các vua đời trước. Tại mỗi vùng đất nhất định, nhà Chu giao đất và dân cho họ thành lập những quốc gia có quy mô lớn nhỏ khác nhau.
Đầu thời Chu, có 2 đợt phân phong của Chu Vũ Vương và Chu Công Đán. Sau khi diệt nhà Thương, Chu Vũ vương nhớ công lao các vua đời trước, ông phong cho con cháu họ làm chư hầu:
- Con cháu Thần Nông ở đất Tiêu
- Con cháu Hoàng Đế ở đất Chúc
- Con cháu vua Nghiêu ở đất Kế
- Con cháu vua Thuấn ở đất Trần
- Con cháu vua Vũ nhà Hạ ở đất Kỷ
- Con cháu Ngô Thái Bá (bác của Chu Văn Vương) ở đất Ngô
- Con cháu vua Thiếu Khang nhà Hạ ở đất Việt
- Anh của vua Trụ là Vi Tử Khải tại đất Triều Tiên
- Con của Trụ Vương là Vũ Canh tiếp tục cai trị đất Ân để giữ hương hoả cho nhà Ân

Để thưởng công cho các tướng sĩ có công phò trợ diệt Thương, ông phong chư hầu cho các công thần, trong đó các nước lớn là:
- Phong cho Khương Tử Nha (Lã Vọng) ở đất Doanh Khâu, gọi là nước Tề
- Phong cho em thứ 3 là Quản Thúc Tiên phía đông Triều Ca, gọi là nước Quản[1]
- Phong em trai thứ 4 là Cơ Đán ở Khúc Phụ, gọi là nước Lỗ
- Phong cho người cùng họ là Triệu công Thích ở nước Yên
- Phong cho em thứ 5 là Cơ Chấn Đạc làm vua nước Tào
- Phong cho em thứ 6 là Sái Thúc Độ ở phía tây Triều Ca là đất Dung[2], gọi là nước Sái
- Phong cho em thứ 7 là Hoắc Thúc Xử (霍叔處) phía bắc Triều Ca đến đất Bội[3] gọi là nước Hoắc

Trên danh nghĩa, ba người em Quản Thúc Tiên, Sái Thúc Độ và Hoắc Thúc Xử có trách nhiệm giúp đỡ Vũ Canh Lộc Phủ nhưng trên thực tế là để giám sát, vì vậy sử gọi là "Tam giám". Sau khi Chu Vũ Vương mất, Quản Thúc Tiên, Sái Thúc Độ và Hoắc Thúc Xử theo Vũ Canh phản lại nhà Chu; Chu Công Đán dẹp loạn rồi giết Vũ Canh và Quản Thúc Tiên, lưu đày Hoắc Thúc và Sái Thúc. Đất của Vũ Canh và Quản Thúc bị chia làm đôi, phong cho 2 người:
- Cải phong cho Vi Tử Khải từ đất Triều Tiên xa xôi về đất Ân cũ, gọi là nước Tống, để giữ hương hỏa nhà Ân
- Phong người em thứ 9 của Chu Vũ Vương là Cơ Phong làm vua nước Vệ, tức là Vệ Khang Thúc.

Nước Đường làm loạn, Chu Thành Vương diệt nước Đường, phong cho người em nhỏ là Cơ Ngu làm vua, sau đổi là nước Tấn. Chu Thành Vương còn phong cho Hùng Dịch là con cháu Dục Hùng (dòng dõi Hoàng Đế) làm vua nước Sở.
Theo Tuân Tử, đầu thời Chu đã phân phong cho tất cả 71 nước, trong đó họ hàng vua Chu chiếm 53 nước. Theo Tả Truyện, con cháu đời sau của Tây bá Cơ Xương (cha Chu Vũ Vương) được phong 16 nước là:
1. Quản (Trịnh châu, Hà Nam)
2. Sái (Thượng Sái, Hà Nam)
3. Thành (Văn Thượng, Bắc Sơn Đông)
4. Hoắc (Huyện Hoắc, Sơn Tây)
5. Lỗ
6. Vệ
7. Mao (3 nước này ở Nghi Dương, Hà Nam)
8. Đam (thành phố Khai Phong tỉnh Hà Nam)
9. Cốc (đông nam huyện Vũ Thành, Sơn Đông)
10. Ung (đông bắc Thẩm Dương, Hà Nam)
11. Tào (Định Đào, Sơn Đông)
12. Đằng (huyện Đằng, Sơn Đông)
13. Tốt
14. Nguyên
15. Phong
16. Hoàn (4 nước này ở tây huyện Kỳ Thị, Sơn Tây)

Bốn nước là các con của Chu Vũ Vương:
1. Tấn
2. Hãn
3. Ứng (3 nước này ở tây huyện Bảo Phong, Hà Nam)
4. Hàn (tây huyện Nhuế Thành, Sơn Tây)

Năm nước con cháu của Chu Công Đán là:
1. Phàm (tây nam huyện Huy, Hà Nam)
2. Mâu (2 nước này ở Kim Hương Cảnh, Sơn Đông)
3. Tác (Diên Tân, Hà Nam)
4. Tế (bắc Trịnh Châu)
5. Hình (Hình Đài, Hà Bắc)

Ngoài ra, còn một số nước khác như Từ, Triệu, Cảnh, Ba, Giang, Hoàng, Tùy, Lã… Sang thời Chu Tuyên Vương, một chư hầu quan trọng khác xuất hiện là nước Trịnh, được phong cho Cơ Hữu là em nhỏ của Chu Tuyên Vương (806 TCN). Đến thời Chu Bình Vương, có thêm một chư hầu quan trọng ở phía tây là nước Tần, người được phong là con cháu của Doanh Phi Tử, con Đại Lạc – một vị quan phục vụ nhà Tây Chu.

## Quan hệ với thiên tử nhà Chu
Đương thời, khi làm phụ chính nhà Chu, Chu Công Đán đã sắp đặt lại chế độ phân phong, đại khái chế độ đó như sau:
1. đất của thiên tử vuông vức 10000 dặm
2. đất của công vuông vức 1000 dặm
3. đất của hầu vuông vức 500 dặm
4. đất của bá vuông vức 100 dặm
5. đất của tử vuông vức 50 dặm

Khác với chư hầu thời nhà Hạ và thời nhà Thương có mối quan hệ khá lỏng lẻo và khá độc lập với các triều đại này, đại đa số các chư hầu đều là người thân thích hoặc công thần nhà Chu, chịu sự ràng buộc khá chặt chẽ, có quan hệ vua tôi với thiên tử nhà Chu.
Chư hầu khi được phong phải tổ chức nghi lễ thụ phong, tuyên bố phạm vi biên giới, số đất đai. Các chư hầu khi được phong thường được thưởng luôn quan lại, nô lệ và đồ tế và nghi trượng… Chư hầu có nghĩa vụ với thiên tử nhà Chu như: triều kiến định kỳ, cống nạp, điều quân theo sự huy động của vua Chu khi có chiến tranh hoặc làm lễ lớn để trợ tế….
Chế độ phong đất cho các chư hầu là biện pháp tốt nhất lúc đó nhằm thống trị có hiệu quả khu vực rộng lớn một cách ổn định. Việc phân phòng có tác động tới nhiều nước chư hầu cũ của nhà Ân và các bộ tộc ở xa xôi, đạt mục đích truyền bá nền văn minh Chu tới những nơi này, có ý nghĩa quan trọng trong việc hình thành khối thống nhất dân tộc trong lịch sử Trung Quốc.

## Vai trò
Các chư hầu đầu thời Chu có vai trò làm bình phong cho thiên tử ở trung tâm, vì vậy việc phân phong được gọi là "phong kiến thân thích, dĩ bình phiên Chu" (phong đất cho bà con thân thích làm rào giậu cho nhà Chu).
Trong các chư hầu thời kỳ đầu, nhà Chu giao cho các nước Tề, Lỗ, Tấn, Yên, Vệ có vai trò quan trọng hơn cả.
Nước Lỗ có phạm vi biên giới phía bắc đến dưới Thái Sơn, phía đông tới Quy Mông, phía nam đến núi Phù, núi Phong. Nơi đây có các bộ lạc Yểm, Thương. Chu Công dẹp loạn và ở trong triều, giao cho con là Bá Cầm về trị quốc, chia cho 6 họ bộ lạc của nhà Ân là Điều, Từ, Thượng, Tô, Trường Thược, Vĩ Thược. Lỗ có vai trò đứng đầu các chư hầu nhỏ và bộ lạc lưu vực sông Hoài thần phục nhà Chu.
Nước Tề ở đất Doanh Khâu, vốn là đất của người Bồ Cô. Biên giới nước Tề phía đông đến biển, phía tây đến sông Hoàng Hà, phía nam đến Mục Lăng, phía bắc đến Vô Để. Nước Tề có vai trò khống chế các bộ tộc phía đông thần phục nhà Chu.
Nước Vệ nằm ở vị trí vốn là đất cũ của nhà Ân. Vệ Khang Thúc được cấp cho 7 bộ tộc của nhà Ân là Đào, Thi, Phồn, Kỳ, Phàn, Phàm, Chung. Vệ có vai trò ổn định địa giới cũ của nhà Ân, lại nằm gần đất thiên tử nhà Chu, có vai trò bảo vệ cho nhà Chu.
Nước Tấn được phong ở vùng đất cũ của nhà Hạ, nhà Chu cấp cho 9 bộ lạc họ Hoài cũ của nhà Hạ, có vai trò chế ngự sự bành trướng của các bộ tộc Nhung Địch phía bắc.
Nước Yên được xem là phên giậu cho nhà Chu ở phía đông bắc, khống chế các bộ lạc Nhung Địch ở khu vực núi Yên và Liễu Tây, có ảnh hưởng đến khu vực giữa Bạch Sơn và Hắc Thủy.

## Tước hiệu
Các sử gia khẳng định rằng, nhiều nước chư hầu lớn của nhà Chu được Tư Mã Thiên chép tôn xưng tước hiệu trong Sử ký mà đời sau mọi người quen gọi họ theo cấp bậc tước hiệu đó, còn tước hiệu thực của họ thấp hơn.
Theo các sử gia, Tư Mã Thiên đã dựa vào 2 tài liệu cổ trước ông là Tần kỷ và Kinh Xuân Thu; sách Tần kỷ viết theo quan điểm nước Tần, còn Kinh Xuân Thu viết theo quan điểm nước Lỗ. Các vua nước Tần, Trịnh vốn chỉ có tước bá, được Tư Mã Thiên chép thành tước công. Các vua nước Tề, Tấn, Lỗ vốn đều chỉ có tước hầu, được Tư Mã Thiên chép thành tước công (Tề Hoàn công, Tề Hiếu công, Tấn Văn công, Tấn Tương công, Lỗ Trang công...).

## Tổ chức
Trong mỗi nước chư hầu, vua chư hầu có quyền lực lớn nhất, có quyền cai trị vùng đất được phong theo cách của mình, có tính chất độc lập rộng rãi với thiên tử. Trong phạm vi thống trị của mình, vua chư hầu có quyền lập bộ máy chính quyền thống trị, tổ chức quân đội và lập nhà tù. Họ có quyền phong đất cho các quan lại cấp dưới như khanh, đại phu trong nước, gọi là "lập gia".
Đất phong cho các khanh đại phu gọi là "thái ấp". Thu nhập kinh tế từ các thái ấp là bổng lộc của các khanh đại phu. Dưới khanh đại phu là "sĩ", cũng được phong cho "thực địa".
Chế độ phong đất của nhà Chu được thi hành dựa vào cơ sở huyết thống, có mối liên hệ chặt chẽ với chế độ tông pháp, theo đó người con trai trưởng (phải là người con lớn nhất do vợ chính sinh ra) được kế thừa ngôi vị của cha, gọi là "đại tông", có nhiệm vụ thờ phụng thủy tổ nhà mình. Những người con thứ cũng được phân phong gọi là "Tiểu tông".
Những người em cùng mẹ với vua chư hầu hoặc anh em khác mẹ đều được phong làm "khanh đại phu". Những người anh em cùng mẹ hoặc khác mẹ của khanh đại phu đều được phong là "sĩ". Chư hầu trong quan hệ với thiên tử là "tiểu tông", nhưng trong nước là "đại tông". Khanh đại phu trong quan hệ với chư hầu là "tiểu tông", nhưng với "sĩ" bên dưới họ vẫn là "đại tông". Người con trưởng của vợ chính do "sĩ" sinh ra vẫn có danh hiệu "sĩ", còn những người con khác đều là bình dân.
Vua chư hầu nắm quyền chi phối tại những vùng đất do họ trực tiếp quản lý, như thiên tử nhà Chu đối với những vùng đất quanh kinh đô. Với những vùng đất đã phong cho các Khanh đại phu, khanh đại phu đến lượt mình lại có quyền chi phối.

## Biến đổi

### Thay đổi quan hệ với thiên tử
Chế độ tông pháp của nhà Chu duy trì được hơn 300 năm thì sụp đổ, do không còn thích hợp với thời đại. Trải qua nhiều thế hệ kế thừa, mối quan hệ huyết thống giữa nhà Chu với các chư hầu và giữa các chư hầu càng xa; với những nước không có quan hệ huyết thống với nhà Chu (con cháu công thần, như nước Tề) thì càng xa hơn, do đó sự khống chế của chế độ tông pháp ngày càng yếu.
Trải qua nhiều thế hệ, số lượng quý tộc ngày càng đông đúc, trong khi đất đai chỉ có giới hạn. Nhiều hậu duệ của các quý tộc trở thành bình dân, không được phong đất, mất địa vị. Nhiều hậu duệ của Khanh đại phu trở thành sĩ, nhiều người hậu duệ hàng sĩ xuống trở thành bình dân. Do đó tới thời Đông Chu, hàng ngũ "sĩ" rất đông, nhiều người trong số họ tích cực yêu cầu thay đổi chế độ cũ.
Nhà Chu từ khi dời sang phía đông (Đông Chu) để tránh sự uy hiếp của tộc Khuyển, Nhung thì ngày càng suy yếu, chỉ còn danh hiệu thiên tử trên danh nghĩa. Các nước chư hầu bắt đầu phá vỡ trật tự cũ, không chịu hoặc giảm thiểu sự cống nạp, khiến vương triều Chu rơi vào khó khăn về kinh tế, có những lần phải xin nước Lỗ trợ giúp.

### Phát triển, thôn tính và kết thúc
Thời Xuân Thu, các chư hầu nổi lên đánh chiếm đất đai của nhau, thôn tính lẫn nhau, giành lấy quyền lãnh đạo các chư hầu khác bằng thực lực. Trong thời Xuân Thu nổi lên các vua chư hầu Tề Hoàn công, Tấn Văn công, Sở Trang vương, sau có thêm Ngô Hạp Lư và Việt Câu Tiễn. Nước Tần muốn phát triển về phía đông để tranh bá nhưng bị nước Tấn chặn lại, Tần Mục công phát triển về phía tây, trở thành bá chủ phía tây.
Trong quá trình phát triển giành quyền bá chủ và đấu tranh để tồn tại, các chư hầu tiêu diệt lẫn nhau, nhiều nước nhỏ bị xóa sổ. Các nước liên minh và chia rẽ theo những mối quan hệ rất phức tạp. Bản thân thiên tử nhà Chu cũng giảm diện tích thống trị từ 1000 dặm xuống còn 200 dặm, chỉ tương đương một nước chư hầu. Ngược lại, các chư hầu như Tề, Tấn, Sở, Tần… khi mới phong chỉ có khoảng 100 dặm, nhưng sau này đã phát triển lên gấp nhiều lần, điển hình là nước Sở có 5000 dặm.
Trong quá trình phát triển của các chư hầu, đến lượt các Khanh đại phu phát triển thế lực và trở nên hùng mạnh trong lòng các nước chư hầu. Đến cuối thời Xuân Thu, các khanh đại phu nổi lên trở thành những quyền thần, nắm quyền chi phối chính trường tại một số nước chư hầu, điển hình là các nước lớn Tấn, Tề, Lỗ. Cuối cùng, các vua chư hầu Khương Tề và Tấn đã mất nước về tay các quyền thần. Nước Tấn bị chia ba thành Hàn, Triệu, Ngụy, còn nước Tề chuyển sang họ Điền. Một trong những dấu ấn cuối cùng mà nhà Chu còn thể hiện một chút quyền lực trên danh nghĩa là việc 3 nhà Hàn, Triệu, Ngụy nước Tấn thỉnh cầu để được phong làm chư hầu.
Sang thời Chiến Quốc, chiến tranh giữa các chư hầu ngày càng khốc liệt, ngày càng nhiều nước bị tiêu diệt hoặc thu hẹp. Còn lại 7 nước lớn là Điền Tề, Hàn, Triệu, Ngụy, Sở, Yên và Tần gây chiến tranh thôn tính lẫn nhau. Đến thế kỷ 3 TCN, thế lực của nước Tần ngày càng áp đảo trước 6 chư hầu lớn còn lại. Năm 249 TCN, vua nước Tần tiêu diệt nhà Chu. Các chư hầu trải qua 28 năm không có thiên tử, dù là trên danh nghĩa.
Đến năm 221 TCN, Tần vương Chính tiêu diệt các chư hầu còn lại, thống nhất Trung Quốc, nhưng còn sót lại nước Vệ ở đất Dã Vương không bị diệt hẳn. Năm 209 TCN, Tần Nhị Thế lên ngôi mới diệt nước Vệ. Vệ là chư hầu cuối cùng do nhà Chu phân phong, thuộc tông thất nhà Chu, bị tiêu diệt bởi một chư hầu cũng vốn do nhà Chu phân phong, nhưng không thuộc tông thất nhà Chu.

## Sự kế thừa của hậu thế
Khác với những chư hầu thời nhà Hạ và Thương, các chư hầu nhà Chu sau khi bị tiêu diệt vẫn được lưu lại tên gọi tại vùng lãnh thổ cũ của họ. Các triều đại về sau, từ nhà Hán trở đi, khi phong chư hầu cho thân thích hoặc công thần, vẫn ban cho các danh hiệu như chư hầu nhà Chu: Tề vương/Tề công, Lương vương/Lương công, Tấn vương/Tấn công, Ngụy vương/Ngụy công, Sở vương/Sở công, Tần vương/Tần công,...

## Bảng tóm tắt niên đại các chư hầu nhà Chu
Các chư hầu lớn nhà Chu có niên đại như sau:
| Thứ tự | Tên nước  | Thời gian tồn tại           | Bị nước nào diệt           |
| ------ | --------- | --------------------------- | -------------------------- |
| 1      | Vệ        | Đầu Tây Chu - 209 TCN       | Tần                        |
| 2      | Khương Tề | Đầu Tây Chu - 379 TCN       | Điền Tề                    |
| 3      | Điền Tề   | 379 TCN - 221 TCN           | Tần                        |
| 4      | Tấn       | Đầu Tây Chu - 376 TCN       | Hàn, Triệu, Ngụy           |
| 5      | Yên       | Đầu Tây Chu - 222 TCN       | Tần                        |
| 6      | Lỗ        | Đầu Tây Chu - 256 TCN       | Sở                         |
| 7      | Tống      | Đầu Tây Chu - 286 TCN       | Điền Tề                    |
| 8      | Sái       | Đầu Tây Chu - 447 TCN       | Sở                         |
| 9      | Trần      | Đầu Tây Chu - 479 TCN       | Sở                         |
| 10     | Hứa       | Đầu Tây Chu - 400 TCN (?)   | Sở (có thuyết nói là Ngụy) |
| 11     | Hình      | Đầu Tây Chu - 400 TCN (?)   | Vệ                         |
| 12     | Tào       | Đầu Tây Chu - 487 TCN       | Tống                       |
| 13     | Khởi      | Đầu Tây Chu - 445 TCN       | Sở                         |
| 14     | Sở        | Đầu Tây Chu - 223 TCN       | Tần                        |
| 15     | Ngô       | Nhà Thương - 473 TCN        | Việt                       |
| 16     | Việt      | Đầu Tây Chu - 334 TCN       | Sở                         |
| 17     | Đông Quắc | ? - 767 TCN                 | Trịnh                      |
| 18     | Bắc Quắc  | ? - 654 TCN                 | Tấn                        |
| 19     | Hàn       | 403 TCN - 230 TCN           | Tần                        |
| 20     | Triệu     | 403 TCN - 228 TCN (222 TCN) | Tần                        |
| 21     | Ngụy      | 403 TCN - 225 TCN           | Tần                        |
| 22     | Đằng      | ? - 300 TCN (?)             | Tống                       |
| 23     | Tức       | ? - 680 TCN                 | Sở                         |
| 24     | Doanh     | ? - 431 TCN                 | Sở                         |
| 25     | Đặng      | ? - 678 TCN                 | Sở                         |
| 26     | Hoàng     | ? - 648 TCN                 | Sở                         |
| 27     | Châu      | ? - sau 281 TCN             | Sở                         |
| 28     | Trịnh     | 806 TCN - 375 TCN           | Hàn                        |
| 29     | Trung Sơn | ? - 296 TCN                 | Triệu                      |
| 30     | Tây Chu   | 440 TCN - 256 TCN           | Tần                        |
| 31     | Đông Chu  | 367 TCN - 249 TCN           | Tần                        |
| 32     | Nhuế      | ? - 640 TCN                 | Tần                        |
| 33     | Kỷ        | Đầu Tây Chu - 445 TCN       | Sở                         |